# Rodigo
Rodigo ist eine norditalienische Gemeinde (comune) mit 5171 Einwohnern (Stand 31. Dezember 2023) in der Provinz Mantua in der Lombardei. Die Gemeinde liegt etwa 14 Kilometer westnordwestlich von Mantua am Parco regionale del Mincio. Durch Rodigo fließt der Mincio.

## Geschichte
Rodigo ist vermutlich zwischen 1050 und 1100 entstanden.

## Gemeindepartnerschaft
Rodigo unterhält eine Partnerschaft mit der baden-württembergischen Gemeinde Berg (Deutschland).

## Persönlichkeiten
- Ernesto Azzini (1885–1923), Radrennfahrer